# Centralbestyrer
En centralbestyrer bestyrede en telefoncentral.
Før telefonnettet blev automatiseret, var der et stort antal manuelle telefoncentraler af forskellig størrelse. De store centraler i byerne blev betjent af telefonister (først kaldet "ekspeditricer", derefter "telefonistinder" eller "nummerpiger"), ansatte ved den pågældende telefonadministration.
På landet var centralerne mindre, og de fleste var bortforpagtede: Centralbordet (-bordene) var placeret i centralbestyrerens bolig, hvor hun/han, bistået af sin husstand eller med indlejet hjælp, betjente centralen. Fx blev Lykkebjerg central syd for Jyderup og Bromølle drevet fra en privatbolig frem til den blev nedlagt 28. november 1972. 
Automatiseringen var fuldført i 1978. 
I Norge forlangtes det frem til 1906, at telefonistinder og centralbestyrerinder skulle være ugifte. Da kvinderne kunne lytte til telefonsamtalerne (selv om de havde forbud mod det), tænkte man sig, at en gift kvinde havde nemmere ved at bryde tavshedspligten og give sin mand oplysninger, han kunne drage fordel af i sine forretninger. Efter 1906 kunne en kvindelig ansat søge om at beholde sin stilling, selv om hun skulle giftes; men ansøgningen blev afslået, hvis hun giftede sig med en forretningsmand. Gifte, kvindelige ansatte måtte også dokumentere overfor arbejdsgiver, at eventuel sygdom ikke skyldtes deres pligter som hustru eller mor. 